# Jessika Roswall
Jessika Roswall,née Vilhelmsson le 18 décembre 1972 à Uppsala, est une femme politique suédoise, membre du Parti modéré de rassemblement.
Elle est désignée par le gouvernement Kristersson pour être le membre suédois de la Commission von der Leyen II chargée de l'Environnement. Sa nomination étant approuvée par le Parlement européen en novembre 2024, elle prend ses fonctions le 1er décembre suivant.

## Biographie

### Formation
Jessika Roswall étudie l'histoire à l'université de Stockholm de 1995 à 1997, puis déménage pour étudier le droit à l'université d'Uppsala. Elle obtient un diplôme en droit en 2002.
Elle travaille comme juriste au sein du cabinet d'avocats Wigert & Placht. Elle devient ensuite avocate, spécialisée en droit pénal et familial,.

### Carrière politique
Jessika Roswall est députée du Riksdag à partir des élections législatives de 2010, représentant le comté d'Uppsala,.
Depuis le 18 octobre 2022, elle est ministre des Affaires européennes et ministre de la Coopération nordique au sein du gouvernement Kristersson.
Le 8 juillet, la Suède la nomme comme commissaire européen pour la commission von der Leyen II.